# Pantelimon Halippa
Pantelimon Halippa sau Pan Halippa (n. 1 august 1883, Cubolta, ținutul Soroca – d. 30 aprilie 1979, București) a fost un publicist și om politic român basarabean, unul dintre cei mai importanți militanți pentru afirmarea spiritului românesc în Basarabia și pentru unirea acestei provincii cu România.
A fost președintele Sfatului Țării, care a votat unirea în 1918. A ocupat funcții de ministru în diferite guverne. A fost persecutat politic de regimul comunist și închis la Sighet. Membru corespondent al Academiei Române, a fost exclus în 1948, dar repus în drepturi în 1990.

## Biografie

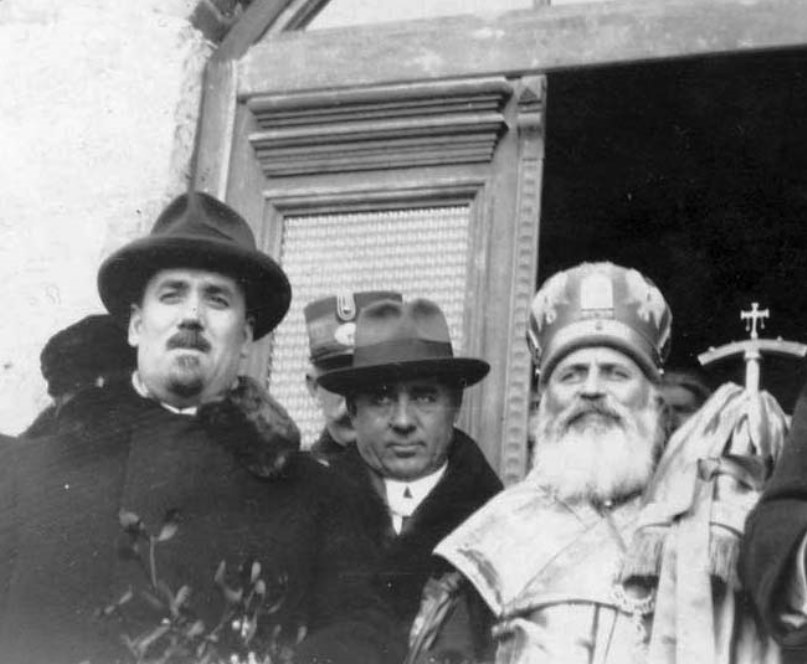
Pan Halippa (stânga), Ștefan Holban și mitropolitul Gurie Grosu, prezenți la un eveniment religios în Nisporeni, 1930.

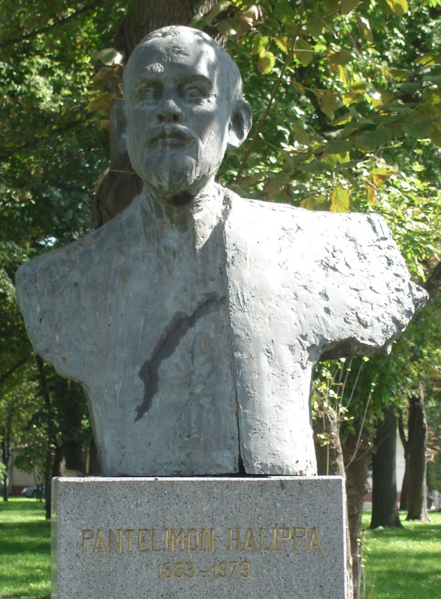
Bustul lui Pantelimon Halippa, ridicat în Alba Iulia

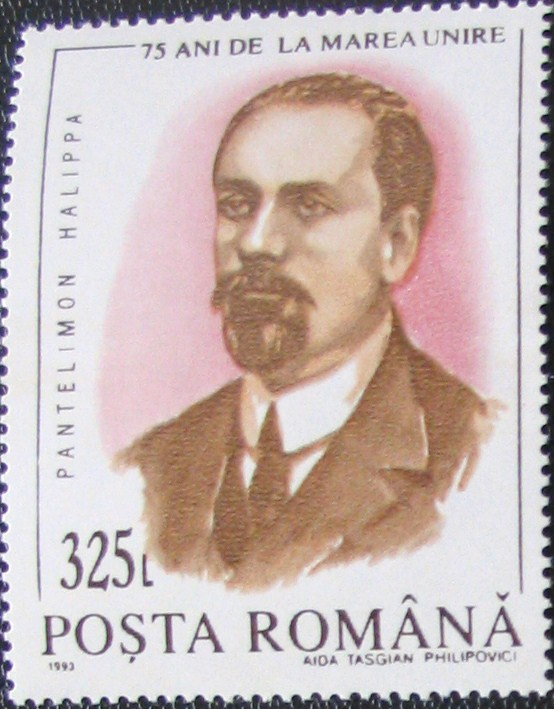
Imaginea lui Halippa pe un timbru românesc

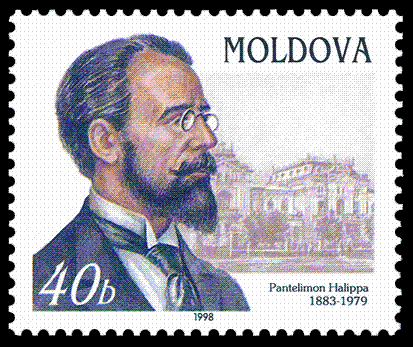
Imaginea lui Pantelimon Halippa pe un timbru din Republica Moldova

A fost fiul dascălului de biserică Nicolae Halippa, mama sa fiind Paraschiva Halippa, fiica preotului din Vozdu, județul Soroca. A urmat școala primară în satul natal, la Cubolta, apoi cursurile Școlii Spirituale din Edineț și ale Seminarului Teologic din Chișinău. După ce a absolvit seminarul în 1904, s-a înscris la Facultatea de Fizică și Matematică a Universității din Dorpat (astăzi Tartu, Estonia). În timpul când era student la Dorpat (Tartu) a participat la revoluția antițaristă și devenise unul dintre liderii mișcării narodniciste, fiind înscris în Partidul Socialist Revoluționar. Un an mai târziu a izbucnit revoluția și Halippa a fost nevoit să renunțe la studii. În anul 1906 a plecat la Moscova, la Congresul  Uniunii Țăranilor din întreaga Rusie, fiind delegatul țărănimii basarabene. Aici a fost arestat și închis în închisoarea Butîrca, iar apoi eliberat și trimis în Basarabia. Revenit la Chișinău, s-a apropiat de tinerii intelectuali români, colaborând la „Revista Basarabia”, prima publicație română a epocii, în paginile căreia a tipărit imnul revoluționar Deșteaptă-te, române, fapt pentru care a fost urmărit de autoritățile țariste.
În toamna anului 1908 s-a refugiat la Iași și s-a înscris la facultatea de litere și filosofie, secția istorie și geografie, ale cărei cursuri le-a urmat între 1908 și 1912. În această perioadă a colaborat la revista „Viața românească”, în care a avut o rubrică permanentă, „Scrisori din Basarabia.” A colaborat și la alte publicații din România, de exemplu „Adevărul”, „Dimineața” și altele. În 1908 a tipărit la Chișinău, cu caractere chirilice, „Pilde și povețe”, prima carte literară din Basarabia, iar în 1912 lucrarea „Basarabia, schiță geografică”. Revenit la Chișinău în 1913, publică împreună cu Nicolae Alexandri și cu ajutorul lui Vasile Stroescu, ziarul „Cuvânt moldovenesc,” al cărui director a fost. În scrierile sale, Halippa nu a contenit să militeze pentru unirea Basarabiei cu România.
Activitatea sa politică s-a intensificat, iar în 1917 a înființat Partidul Național Moldovenesc. În iunie 1917 a participat ca deputat al Basarabiei la primul congres al Sovietelor, având și o întrevedere cu Lenin și cu Troțki, în legătură cu problema autodeterminării Moldovei dintre Prut și Nistru. În timpul Guvernului provizoriu al lui Kerenski (1917) a devenit membru al Parlamentului din Petrograd. Anul 1918 l-a găsit pe Halippa în fruntea curentului pro-unire, drept pentru care a fost ales vicepreședinte, apoi președinte al Sfatului Țării, adunarea care la 27 martie 1918, a votat Unirea Basarabiei cu România. A participat și la adunările de la Cernăuți și de la Alba-Iulia care au proclamat Unirea Bucovinei și, respectiv, a Transilvaniei cu România.
După 1918 a deținut mai multe funcții: ministru, secretar de stat pentru Basarabia (1919-1920), ministru al Lucrărilor Publice (1927), ministru al Lucrărilor Publice și Comunicațiilor (1930), ministru ad-interim la Ministerele Muncii, Sănătății și Ocrotirii Sociale (1930), ministru secretar de stat (1928-1930, 1932, 1932-1933), senator și deputat în Parlament (1918-1934), urmărind constant propășirea culturală a Basarabiei.
În anul 1923 devine membru emerit al Suveranului Sanctuar al României și, în același an, la 29 decembrie, reprezenta Loja Libertatea, din Chișinău, la Conventul anual al Marii Loji Naționale din România (MLNR). În 1925 a făcut parte din Comisia de relații externe a MLNR. A mai îndeplinit și funcția de garant de amiciție în România al Supremului Consiliu de grad 33 din Santo Domingo.
Pantelimon Halippa a fost întemeietorul Universității Populare din Chișinău (1917), al Conservatorului Moldovenesc, al Societății Scriitorilor și Publiciștilor Basarabeni, al Societății de Editură și Librărie “Luceafărul” din Chișinău (1940). În 1932 a editat și a condus revista „Viața Basarabiei” și ziarul cotidian omonim.
În 1950 a fost arestat și închis, la Sighetu Marmației, fără a fi fost judecat, după doi ani fiind predat MGB-ului, dus la Chișinău, judecat și condamnat la 25 de ani de muncă forțată în Siberia. Înainte de a fi deportat în Uniunea Sovietică, Halippa a reușit să obțină o audiență la prim-ministrul Petru Groza, pe care l-a întrebat de ce va fi predat autorităților sovietice. Groza i-a spus că nu știe nimic și, cel mai probabil, deportarea sa a avut loc la cererea "jidancei Ana Pauker" și a lui "Georgescu-Tâlhărescu". Când Halippa i-a atras atenția lui Groza că cei 2 fac parte din guvernul condus de el, prim-ministrul i-a răspuns: "Moscova conduce, nu eu". În perioada detenției sovietice, care a durat 4 ani, a stat în 11 gulaguri, perioadă în care a strâns gunoaie, fiind reabilitat complet de către autoritățile sovietice, la eliberare.
Întors în România, a fost mutat la închisoarea de la Aiud, unde a fost reținut până în 1957, fiind eliberat prin grațiere la 11 aprilie 1957. A murit la 30 aprilie 1979, la vârsta de 95 de ani, în București, în casa de pe strada Al. Donici nr. 32. A fost înmormântat în cavoul familiei din cimitirul Mănăstirii Cernica, de lângă București.
A scris peste 280 poezii, articole, schițe, traduceri, memorii, reușind să editeze în timpul vieții doar un singur volum, Flori de pârloagă (1921, Iași), prefațat de Mihail Sadoveanu. A scris și câteva studii istorice: Bessarabia do prisoedineniâ k Rossii (1914), Basarabia înainte de sub dominația Rusă (1812-1825), B. P. Hasdeu (1939). Postum i se publică în revista „Patrimoniu” din Chișinău Povestea vieții mele (1990) și un volum de publicistică (2001). În colaborare a mai semnat și cartea Testament pentru urmași (1991). Membru corespondent al Academiei Române (1918). Exclus în 1948, Halippa a fost repus în drepturi în 1990 ca membru corespondent al Academiei Române.
Pe 23 august 2010, președintele interimar al Republicii Moldova și președintele Parlamentului Republicii Moldova, Mihai Ghimpu, i-a conferit lui Pantelimon Halippa, post-mortem, „Ordinul Republicii,” alături de un grup de luptători împotriva regimului totalitar comunist de ocupație.
„Basarabia este românească și ea trebuie să rămâie românească [...] Basarabia nu poate să fie decât românească [...] Viitorul nu poate fi decât în folosul unirii Basarabiei cu România. Altfel, această provincie ar fi jertfită pentru niște idei care n-au niciun rost în viața omenirii. Popoarele trebuie să trăiască așa cum le dictează interesul, sufletul și conștiința.”—Pan Halippa în 1969, într-un interviu cu Sergiu Grossu
O stradă și o mică piață din sectorul Centru al orașului Chișinău îi poartă numele.

## Activitatea politică
| Activitate                                       | Mandat                                |
| ------------------------------------------------ | ------------------------------------- |
| Deputat                                          | 1919                                  |
| Președintele Partidului Țărănesc din Basarabia   | 12 august 1918 - iulie 1921           |
| Președintele Sfatului Țării                      | 25 noiembrie 1918 - 27 noiembrie 1919 |
| Ministru de stat pentru Basarabia                | 5 decembrie 1919 - 12 martie 1920     |
| Ministrul Lucrărilor Publice                     | 6 iunie 1927 - 20 iunie 1927          |
| Ministrul Lucrărilor Publice                     | 10 noiembrie 1928 - 14 noiembrie 1929 |
| Ministrul Lucrărilor Publice și Comunicațiilor   | 14 noiembrie 1929 - 7 iunie 1930      |
| Ministrul Muncii, Sănătății și Ocrotirii Sociale | 13 iunie 1930 - 8 octombrie 1930      |
| Ministru de stat                                 | 10 noiembrie 1928 - 6 iunie 1930      |
| Ministru de stat                                 | 13 iunie 1930 - 4 aprilie 1931        |
| Ministru de stat                                 | 6 iunie 1932 - 10 august 1932         |
| Ministru de stat                                 | 20 octombrie 1932 - 9 noiembrie 1933  |

## Operă
- Basarabia sub împăratul Alexandru I (Chișinău, 1914)
- Basarabia înainte de lipirea ei la Rusia. Studiu istoric (Chișinău, 1914)
- Bogdan Petriceicu Hasdeu (Chișinău, 1938)
- Calvarul românilor basarabeni și bucovineni. Documente (București, 1974)
- Flori de pârloagă (Iași, 1921)
- Povestea vieții mele, Chișinău, 1990
- Stihuri pentru zilele de astăzi, Chișinău, 1990
- Testament pentru urmași. Mărturii și documente, Chișinău, 1991 [postum, în colaborare cu Moraru Anatolie]